# Helene Aeckerle
Helene Aeckerle (Aremsburg, Livónia, 1875. január 12. – Paderborn, 1940. szeptember 27.) német írónő, fordító.

## Élete
Apja a helyi német középiskola vezető tanára volt. A család Berlinbe költözött, itt Helene 1919-től mint szociális munkás dolgozott. Elsősorban prózai munkákat jelentetett meg. Adda Goldschmidttel közösen német nyelvre fordította Vlagyimir Galaktyionovics Korolenko A furcsa ember című munkáját Der seltsame Mensch címen, e munka 1905-ben készült el, de csak jóval később, 1923-ban jelent meg.

## Munkái
- Stille Wasser. Novellen – Hamburg: Schultze, 1904
- Prismen. Weihnachtliche Geschichten – Hamburg: Gutenberg-Verlag, 1906

## Fordítása
- Wladimir Galaktionowitsch Korolenko: Der seltsame Mensch. Karl Holz könyvdíszeivel, Schneider, Berlin, 1923

## Fordítás
- Ez a szócikk részben vagy egészben  a   Helene Aeckerle című német Wikipédia-szócikk ezen változatának fordításán alapul.  Az eredeti cikk szerkesztőit annak laptörténete sorolja fel. Ez a jelzés csupán a megfogalmazás eredetét és a szerzői jogokat jelzi, nem szolgál a cikkben szereplő információk forrásmegjelöléseként.